# العلاقات السلوفاكية الكوستاريكية
العلاقات السلوفاكية الكوستاريكية هي العلاقات الثنائية التي تجمع بين سلوفاكيا وكوستاريكا.

## مقارنة بين البلدين
هذه مقارنة عامة ومرجعية للدولتين:
| وجه المقارنة                                              | سلوفاكيا                                                       | كوستاريكا                                 |
| --------------------------------------------------------- | -------------------------------------------------------------- | ----------------------------------------- |
| المساحة (كم2)                                             | 49.03 ألف                                                      | 51.10 ألف                                 |
| عدد السكان (نسمة)                                         | 5.44 مليون                                                     | 4.91 مليون                                |
| الكثافة السكانية (ن./كم²)                                 | 110.95                                                         | 96.09                                     |
| العاصمة                                                   | براتيسلافا                                                     | سان خوسيه                                 |
| اللغة الرسمية                                             | اللغة السلوفاكية                                               | اللغة الإسبانية                           |
| العملة                                                    | كرونة سلوفاكية، يورو                                           | كولون كوستاريكي                           |
| الناتج المحلي الإجمالي (بليون دولار)                      | 95.77 مليار                                                    | 57.06 مليار                               |
| الناتج المحلي الإجمالي (تعادل القوة الشرائية) بليون دولار | 162.34 مليار                                                   | 74.98 مليار                               |
| الناتج المحلي الإجمالي الاسمي للفرد دولار أمريكي          | 16.09 ألف                                                      | 11.26 ألف                                 |
| الناتج المحلي الإجمالي للفرد دولار أمريكي                 | 30.46 ألف                                                      | 14.92 ألف                                 |
| مؤشر التنمية البشرية                                      | 0.844                                                          | 0.766                                     |
| رمز المكالمات الدولي                                      | +421                                                           | +506                                      |
| رمز الإنترنت                                              | .sk                                                            | .cr، قائمة نطاقات المستوى الأعلى للإنترنت |
| المنطقة الزمنية                                           | توقيت وسط أوروبا، ت ع م+01:00، ت ع م+02:00، أوروبا/براتيسلافا ‏ | 00                                        |

## منظمات دولية مشتركة
يشترك البلدان في عضوية مجموعة من المنظمات الدولية، منها:
| علم المنظمة | اسم المنظمة                               | تاريخ انضمام سلوفاكيا | تاريخ انضمام كوستاريكا |
| ----------- | ----------------------------------------- | --------------------- | ---------------------- |
|             | الاتحاد البريدي العالمي                   | ?                     | ?                      |
|             | يونسكو                                    | 9 فبراير 1993         | 19 مايو 1950           |
|             | البنك الدولي للإنشاء والتعمير             | 1993                  | 8 يناير 1946           |
|             | منظمة التجارة العالمية                    | ?                     | ?                      |
|             | وكالة ضمان الاستثمار متعدد الأطراف        | 1993                  | 8 فبراير 1994          |
|             | الاتحاد الدولي للاتصالات                  | 23 فبراير 1993        | 13 سبتمبر 1932         |
|             | منظمة الشرطة الجنائية الدولية             | ?                     | ?                      |
|             | مؤسسة التمويل الدولية                     | 1993                  | 20 يوليو 1956          |
|             | الأمم المتحدة                             | 19 يناير 1993         | 2 نوفمبر 1945          |
|             | مؤسسة التنمية الدولية                     | 1993                  | 30 يونيو 1961          |
|             | الفريق المعني برصد الأرض                  | ?                     | ?                      |
|             | منظمة حظر الأسلحة الكيميائية              | ?                     | ?                      |
|             | المركز الدولي لتسوية المنازعات الاستشارية | 26 يونيو 1994         | 27 مايو 1993           |

## وصلات خارجية
- موقع وزارة الخارجية السلوفاكية
- موقع وزارة الخارجية الكوستاريكية